# Saint-Martin-de-Bréthencourt
Saint-Martin-de-Bréthencourt è un comune francese di 637 abitanti situato nel dipartimento degli Yvelines nella regione dell'Île-de-France.

## Società

### Evoluzione demografica
Abitanti censiti